# リーチイン
リーチインとは、冷蔵または冷凍した状態のまま商品を陳列することができる、ガラス扉付きの什器のこと。主にコンビニエンスストアなどの小売店などで利用される。また、飲食店でもみられることがある。

## リーチインの種類
リーチインには、次の2つの種類がある。
- 什器の裏側にも扉があり、裏側から商品を補充できるタイプ

- 什器の裏側に扉がなく、売場側から商品を補充するタイプ

コンビニでは、冷凍食品の陳列で採用されている。

## リーチインとウォークインの違い
ウォークインは、ショーケースとストックルームが一体化したプレハブ冷蔵庫であり、プレハブ冷蔵庫内に、棚を置き商品を冷やし、従業員がプレハブ庫の中に入って商品の補充、品出しをし、お客さんがガラス扉を開けて商品を取り出すという点がリーチインと異なる。また、プレハブ庫内をユニットクーラー（クーリングコイル）で、冷やしているという点も異なる。